# Sarsiaster griegii
Sarsiaster griegii is een zee-egel uit de familie Palaeostomatidae.
De wetenschappelijke naam van de soort werd in 1950 gepubliceerd door Theodor Mortensen.